# 정은 (후한)
정은(程銀, ? ~ ?)은 중국 후한 말기 서량의 장수다. 하동군 사람이다.

## 생애
후한 말, 장안(長安) 이서에 할거한 군벌의 일각이다.
211년, 마초(馬超)와 한수(韓遂)가 대군을 일으켜 조조(曹操)를 공격하였을 때 함께 모반하였다. 하지만 가후(賈詡)의 이간계에 걸린 마초와 한수가 사이가 벌어져 조조의 공격에 무참히 패배하였다. 이에 정은은 동료 후선(侯選)과 함께 한중(漢中)의 장로(張魯)에게 의탁하였다.
215년, 조조가 한중을 공격하여 장로를 항복시키자, 후선과 함께 조조에게 항복하여 관작을 회복했다.

## 《삼국지연의》에서의 정은
삼국지연의에서는 한수의 장수로 등장한다. 211년, 한수와 방덕(龐德)이 조조의 진지에 야습을 가하였지만 그 반대로 자신들이 함정에 빠져 동료 장횡(張橫)과 함께 전사하였다.